# Tician Tushi
Tician Tushi (* 2. April 2001 in Grenchen) ist ein schweizerisch-kosovarischer Fussballspieler.

## Karriere

### Vereine
Nach Jugendjahren beim FC Biel-Bienne und bei den Berner Young Boys wechselte Tushi im Alter von 15 Jahren zum FC Basel. Sein Debüt feierte er beim Spiel gegen den FC Thun am 22. Mai 2019, als er für sechs Minuten eingewechselt wurde. In der Winterpause 2020/21 wechselte Tushi leihweise für den Rest der Saison zum Zweitligisten Wil. Trainer Alex Frei kannte Tushi bereits als Coach der U-18 beim FC Basel. Sein Debüt bei den Äbtestädtern feierte er beim 3:1-Heimsieg gegen den FC Aarau am 23. Januar 2021. Sein erstes Tor für seinen neuen Verein erzielte er im dritten Spiel beim 1:0-Heimsieg gegen Neuchâtel Xamax. Im Januar 2022 wechselte Tushi für den Rest der Saison leihweise zum FC Winterthur. Nach seiner Rückkehr spielte der Stürmer eine Partie für Basel in der UEFA-Europa-Conference-League-Qualifikation sowie im nationalen Cup, ansonsten war er weiterhin für dessen U-21-Mannschaft aktiv. Im Januar 2023 folgte eine weitere Ausleihe bis zum Saisonende an den Zweitligisten Neuchâtel Xamax. Bereits zu Beginn der Saison 2022/23 war Tushi lange verletzt, auch bei Xamax litt er wiederum an Verletzungen und konnte kaum Spielpraxis sammeln. Im September 2023 wechselte er zum frisch aufgestiegenen FC Baden. Bei Baden spielte im Frühling 2024 in drei Spielen, jeweils nur für Kurzeinsätze. Sein Verein stieg am Ende der Saison ab.

### Nationalmannschaften
Von 2016 bis 2020 absolvierte Tushi insgesamt 19 Partien für diverse schweizerische Jugendnationalmannschaften und erzielte dabei fünf Treffer. Mit der U-17-Auswahl nahm er 2018 an der Europameisterschaft in England teil. Dort kam er beim Vorrundenaus in allen drei Spielen zum Einsatz und erzielte gegen Israel (3:0) ein Tor.